# Saint-Christophe-de-Double
Saint-Christophe-de-Double is een gemeente in het Franse departement Gironde (regio Nouvelle-Aquitaine) en telt 634 inwoners (2005). De plaats maakt deel uit van het arrondissement Libourne.

## Geografie
De oppervlakte van Saint-Christophe-de-Double bedraagt 35,3 km², de bevolkingsdichtheid is 18,0 inwoners per km².
De onderstaande kaart toont de ligging van Saint-Christophe-de-Double met de belangrijkste infrastructuur en aangrenzende gemeenten.

## Demografie
Onderstaande figuur toont het verloop van het inwonertal (bron: INSEE-tellingen).

1. ↑  Populations de référence 2022.